# Tepih Sierpińskog
Tepih Sierpińskog je fraktal kojeg je opisao poljski matematičar Wacław Franciszek Sierpiński 1916. godine. Vrlo je sličan istoimenom trokutu, ali ima veću fraktalnu dimenziju, {\displaystyle {\frac {\log 8}{\log 3}}\approx 1.8928}.

## Konstrukcija
Počinje se od kvadrata (nulta iteracija) koji se podijeli u 9 sukladnih kvadrata (duljine stranice 1/3 početnog). Srednji se kvadrad oduzme (prva iteracija), a postupak se ponavlja s preostalih 8. Tepih Sierpińskog nastaje nakon beskonačnog broja iteracija.
- nulta iteracija
- prva iteracija
- druga iteracija
- treća iteracija
- četvrta iteracija
- peta iteracija

### Kaosustav iteriranih funkcija(IFS)
Tepih Sierpińskog može se dobiti i primjenjujući ove transformacije:
| vjerojatnost                   | transformacije | objašnjenje              |
| ------------------------------ | --- | ------------------------ |
| {\displaystyle {\frac {1}{8}}} | {\displaystyle x_{n+1}={\frac {1}{3}}x_{n}} {\displaystyle y_{n+1}={\frac {1}{3}}y_{n}}                               | kvadrat dolje lijevo     |
| {\displaystyle {\frac {1}{8}}} | {\displaystyle x_{n+1}={\frac {1}{3}}x_{n}+{\frac {1}{3}}} {\displaystyle y_{n+1}={\frac {1}{3}}y_{n}}                | kvadrat dolje u sredini  |
| {\displaystyle {\frac {1}{8}}} | {\displaystyle x_{n+1}={\frac {1}{3}}x_{n}+{\frac {2}{3}}} {\displaystyle y_{n+1}={\frac {1}{3}}y_{n}}                | kvadrat dolje desno      |
| {\displaystyle {\frac {1}{8}}} | {\displaystyle x_{n+1}={\frac {1}{3}}x_{n}} {\displaystyle y_{n+1}={\frac {1}{3}}y_{n}+{\frac {1}{3}}}                | kvadrat u sredini lijevo |
| {\displaystyle {\frac {1}{8}}} | {\displaystyle x_{n+1}={\frac {1}{3}}x_{n}+{\frac {2}{3}}} {\displaystyle y_{n+1}={\frac {1}{3}}y_{n}+{\frac {1}{3}}} | kvadrat u sredini desno  |
| {\displaystyle {\frac {1}{8}}} | {\displaystyle x_{n+1}={\frac {1}{3}}x_{n}} {\displaystyle y_{n+1}={\frac {1}{3}}y_{n}+{\frac {2}{3}}}                | kvadrat gore lijevo      |
| {\displaystyle {\frac {1}{8}}} | {\displaystyle x_{n+1}={\frac {1}{3}}x_{n}+{\frac {1}{3}}} {\displaystyle y_{n+1}={\frac {1}{3}}y_{n}+{\frac {2}{3}}} | kvadrat gore u sredini   |
| {\displaystyle {\frac {1}{8}}} | {\displaystyle x_{n+1}={\frac {1}{3}}x_{n}+{\frac {2}{3}}} {\displaystyle y_{n+1}={\frac {1}{3}}y_{n}+{\frac {2}{3}}} | kvadrat gore desno       |

## Mengerova spužva
Trodimenzionalni analogon tepihu Sierpińskog naziva se Mengerova spužva. Dobiva se jednostavnom analogijom gdje se umjesto kvadrata uzimaju kocke. No, ne oduzima se samo središnja od 27 kocaka prve iteracije, nego i još 6 kocaka u središtima strana početne kocke.